# Étienne Loulié
Étienne Loulié, né à Paris en 1654, mort le 16 juillet 1702, est un musicien, un pédagogue et un théoricien de la musique français. Entre 1663 et 1673, il a chanté à la Sainte-Chapelle. Il est connu pour avoir inventé en 1696 le « chronomètre de Loulié, précurseur du métronome.

## Biographie
Issu d’une famille parisienne de polisseurs d’épée, Loulié apprit la pratique et la théorie de la musique sous le savant maitre de musique René Ouvrard comme enfant de chœur à la Sainte-Chapelle de Paris avant de la quitter en 1673 pour entrer comme instrumentiste (clavecin, orgue, viole de gambe, flute à bec et peut-être flute traversière) au service de la duchesse de Guise et jouer principalement dans son ensemble.
De 1673 à fin 1687, Loulié joua en cette qualité un grand nombre des compositions du compositeur de la maison de Guise Marc-Antoine Charpentier. À la fin des années 1680, Loulié s’est occupé de pédagogie musicale et écrit une série de méthodes coordonnées pour professeurs de musique. Durant ces mêmes années, il se lia d’amitié avec Sébastien de Brossard, qui devait devenir célèbre comme collectionneur de partitions et qui devait conserver les papiers de Loulié en les comprenant dans la dation qu’il effectua à la Bibliothèque royale.
De la mort de la duchesse de Guise en 1688 à 1691, il a collaboré avec le mathématicien Joseph Sauveur pour préparer un cursus d’études pour le duc de Chartres. Admirateur de Lully, Loulié s’associa avec le marchand de musique Henri Foucault, pour copier les œuvres du célèbre compositeur baroque et les diffuser en manuscrits vers 1691-1702.
Comptant au nombre des rares musiciens de l’époque à connaître à fond tant la pratique que la théorie de la musique, il travailla, de concert avec Sauveur vers 1693-1699 sous l’égide de l’Académie des sciences, à étudier l’acoustique et à élaborer un nouveau système d’accord et de notation musicale. Lorsque Loulié, et les musiciens qui travaillaient avec lui, remarquèrent que le système de Sauveur était d’une telle minutie qu’il était impossible à l’oreille humaine la plus fine de l’entendre ou à la voix la mieux formée de le reproduire, leur exaspération mit fin au projet collaboratif.
Fils et frère d’artisans, Loulié inventa au cours des années 1690 plusieurs instruments, dont l’un pour tracer les portées musicales sur le papier, et un précurseur du métronome, le « chronomètre de Loulié » basé sur pendule à secondes de Galilée ainsi qu’un sonomètre destiné à accorder les clavecins utilisant le monocorde comme un point de départ. La création du premier instrument était clairement destinée à son entreprise de copie, mais les deux dernières inventions semblent avoir été inspirées par son travail avec Chartres et Sauveur. Ces instruments reçurent tous trois l’agrément de l’Académie des sciences et, en 1699, Loulié présenta personnellement son sonomètre devant ce corps auguste.
Les contacts de Loulié avec Ouvrard et avec le collectionneur Gaignières à l’Hôtel de Guise, ainsi que sa collaboration avec Sauveur, stimulèrent sa curiosité au sujet de la musique ancienne. Il finit par rompre avec Sauveur sur l’utilité de la théorie pour les musiciens avant de passer ses dernières années comme historien de la pratique musicale.
Loulié s’efforça de réconcilier la théorie avec les pratiques musicales des années 1690, et de le faire aussi succinctement que possible. Ses manuscrits révèlent un chercheur connaissant très bien les écrits de Marin Mersenne et les théoriciens de la musique ayant fleuri avant 1600. Dans la querelle des Anciens et des Modernes, il prit le parti des Modernes.

## Publications
- Éléments ou principes de musique, mis dans un nouvel ordre ... & divisez en trois parties. La premiere pour les enfans. La seconde pour les personnes plus avancez en âge. La troisiéme pour ceux qui sont capables de raisonner sur les principes de la musique. Avec l'estampe, la description & l'usage du chronometre ... par le moyen duquel, les compositeurs de musique pourront désormais marquer le veritable nouvement de leurs compositions & leurs ouvrages marquez par rapport à cet instrument, se pourront executer en leur absence comme s'ils en battoient eux-mesmes la mesure, Paris, C. Ballard, 1696, 2 pl. 3-96 p. illus. (OCLC 25251988).Manuel sur la notation musicale.
- Abrégé des principes de musique, avec leçons sur chaque difficulté de ces mesmes principes, Paris, 1696.Manuel simplifié de notation musicale.
- Nouveau sistème de musique ou nouvelle division du monocorde, dans laquelle on donne les raisons de tous les intervalles de musique par rapport à l'accord du clavecin ordinaire, avec la description et l’usage du sonomètre, Paris, C. Ballard, 1698, 36 p. (OCLC 82921870).Texte illustrant le travail de Loulié avec Joseph Sauveur et le « nouveau système » de notation musicale sur lequel ils collaborèrent.
- Divers traités et méthodes pédagogiques sur la composition élémentaire, le solfège et la façon de jouer de la viole de gambe et de la flute à bec, augmentés d’une histoire de la musique à l’état de manuscrit (Bibliothèque nationale de France, Mss. naf. 6355)
- Un Discours incomplet sur l’histoire de la musique « ancienne » (Bibliothèque royale, Bruxelles)